# Breanske, Bahciîsarai
Breanske (în ucraineană Брянське) este un sat în comuna Plodove din raionul Bahciîsarai, Republica Autonomă Crimeea, Ucraina.

## Demografie
Componența lingvistică a localității Breanske
     Rusă (67,18%)
     Tătară crimeeană (27,16%)
     Ucraineană (3,77%)
     Alte limbi (0,11%)
Conform recensământului din 2001, majoritatea populației localității Breanske era vorbitoare de rusă (67,18%), existând în minoritate și vorbitori de tătară crimeeană (27,16%) și ucraineană (3,77%).